# Justin Rakotoniaina
Justin Rakotoniaina (ur. 14 grudnia 1933, zm. 2001) – malgaski dyplomata, polityk, premier Madagaskaru od 12 sierpnia 1976 do 31 lipca 1977.
Był członkiem partii Stowarzyszenie na rzecz Odrodzenia Madagaskaru (AREMA). 12 sierpnia 1976 został zaprzysiężony na premiera po tym, jak w katastrofie helikoptera zginął dotychczasowy premier Joel Rakotomalala. Po niespełna roku na stanowisku zastąpił go wojskowy Désiré Rakotoarijaona.